# Курс анатомии
«Курс анато́мии» — кинофильм.

## Сюжет
В фильме находит отражение нелёгкий путь студента медицинского института (на примере США) при постижении основ медицинской науки, где кроме многочисленных учебных трудностей находится место для радостей, любви и грусти расставания с близкими.

## В ролях
| Актёр         | Роль                  |
| ------------- | --------------------- |
| Мэттью Модайн | Джо Словак            |
| Дафна Зунига  | Лори Рорбах           |
| Кристин Лахти | доктор Рейчел Вудрафф |